# François Guérault
François Guérault est un homme politique français né le 27 mars 1874 à Châteaugiron (Ille-et-Vilaine) et décédé le 8 août 1930 à Vitré (Ille-et-Vilaine).

## Biographie
Antiquaire, d'abord en Ille-et-Vilaine, puis à Paris, il est président de la chambre syndicale de la curiosité et des Beaux-Arts. Il est aussi conservateur du musée de Vitré. Il est conseiller général du canton de Châteaugiron en 1922 et député d'Ille-et-Vilaine de 1928 à 1930, inscrit au groupe Républicains de gauche.

## Sources
- « François Guérault », dans le Dictionnaire des parlementaires français (1889-1940), sous la direction de Jean Jolly, PUF, 1960 [détail de l’édition]